# Ruisseau de Pince
Le Ruisseau de Pince est une rivière française qui coule dans le département des Landes. C'est un affluent de la Petite Leyre. 

## Géographie
De 12,2 km de longueur, le Ruisseau de Pince prend sa source dans les Landes de Gascogne sur la commune de Luxey sous le nom de Ruisseau du Breton et Barade Neuve puis coule une grande partie de son cours entre la commune de Luxey et la commune de Sore, dans le département des Landes.

## Principal affluent
Il reçoit trois petits affluents.

## Département et communes traversées
- Landes : Luxey, Sore